# Доукинс, Дион
Дион Рэй Доукинс (англ. Dion Ray Dawkins, 26 апреля 1994, Рауэй, Нью-Джерси) — профессиональный футболист, выступающий на позиции тэкла нападения в клубе НФЛ «Баффало Биллс». На студенческом уровне играл за команду университета Темпл. На драфте НФЛ 2017 года был выбран во втором раунде.

## Биография

### Любительская карьера
Дион родился 26 апреля 1994 года в городе Рауэй. Там же он в 2012 году окончил старшую школу, после чего продолжил обучение в подготовительной школе Военная академия Харгрейв. Там Доукинс провёл менее года и в январе 2013 года он поступил в Университет Темпл. За студенческую команду в первый год Дион сыграл в пяти матчах, а оставшуюся часть сезона пропустил из-за перелома ноги. На втором курсе он заработал репутацию одного из самых жёстких игроков команды. В 2015 году линия нападения «Темпл Оулс» с Доукинсом в составе была признана лучшей в стране и удостоена почётного знака Награды Джо Мура. За время учёбы в университете Дион дважды включался в символическую сборную Конференции AAC по версии авторитетного спортивного журналиста Фила Стила.

### Профессиональная карьера
Перед драфтом НФЛ 2017 года эксперты выделяли его физическую силу, позволявшую успешно вести борьбу с защитниками соперника даже в неудобном положении. Плюсом отмечался имеющийся у Доукинса трёхлетний опыт игры в стартовом составе в различных атакующих схемах. Слабыми сторонами называли недостаток техники при игре руками и неповоротливость игрока.
Во втором раунде драфта под общим 63 номером его выбрал клуб «Баффало Биллс». В мае Доукинс подписал с клубом контракт. В дебютном для сезоне в НФЛ он успешно заменил травмированного ветерана команды Корди Гленна. Обозреватель сайта лиги Мэтт Хармон назвал его «незаметным героем команды» и лучшим блокирующим «Биллс» по итогам чемпионата, отмечая вклад Доукинса в результаты раннинбека Лешона Маккоя.
Регулярный чемпионат 2018 года Доукинс провёл слабее, хотя остался лучшим линейным нападения «Баффало». Он стал чаще нарушать правила и в нескольких эпизодах был не готов к действиям защитников соперника. Одним из главных факторов неудачного выступления называли завершение карьеры гардом уровня Пробоула Ричи Инкогнито, которого заменили ветеран Владимир Дюкасс и новичок Уайатт Теллер. В 2019 году он стал лучшим линейным нападения «Биллс» по оценкам сайта Pro Football Focus, получив 73,3 балла. В регулярном чемпионате Доукинс провёл рекордные для себя 1 099 снэпов. В августе 2020 года он продлил контракт с клубом на четыре года, сумма соглашения составила 60 млн долларов.

### Благотворительная деятельность
Доукинс основал благотворительный фонд Dion’s Dreamers. В апреле 2021 года он, совместно с волонтёрами, занимался раздачей продовольствия и предметов первой необходимости в Рауэе и его окрестностях.